# Olof Kolmodin den ældre
Olof Kolmodin den ældre (født 26. maj 1690, død 8. april 1753) var en svensk digter, brodersøn af Israel Kolmodin.
1721 blev Kolmodin præst i Vestergötland og 1742 provst; men på grund af sin digtning, sine oversættelser og bearbejdelser af Then trogna siälens gyldene rökelsekar (1728) og Andelig dufworöst eller en gudelig siäls enskildta sångandacht (1743) blev han kaldt et helt folks sjælesørger; med et mere selvstændigt arbejde afsluttede han sin produktion Biblisk quinnospegel (sidste bind 1750) dvs. Biblens kvindeskikkelser besungne i en på en gang religiøs og frivol skildring.